# Герб Карачаєво-Черкесії

Герб Карачаєво-Черкеської Республіки

Герб Карачаєво-Черкеської Республіки — державний символ Республіки Карачаєво-Черкесія. Прийнятий Парламентом Республіки 3 лютого 1994 року.

## Опис
Державний герб Карачаєво-Черкеської Республіки колової геральдичної форми (щит). У золотому полі поверх лазурового (синього, блакитного) кола срібна гора з двома вершинами (Ельбрус), вписана по краях, а скраю відвернута і увігнута в блакиті. Щит оточений блакитним кільцем, накритим зверху срібним безантом із золотою облямівкою (Сонцем), а внизу золотою чашею (без підставки), і обрамленим по краях зеленими, облямованими золотом гілками рододендрона з трьома срібними квітками на кожній з гілок.

### Тлумачення символів
У кольоровому зображенні Державний герб Карачаєво-Черкеської Республіки виглядає таким чином:
- Фон жовтий — символізує сонячну Карачаєво-Черкесію;
- Ельбрус — білого кольору, означає вічність, силу, велич; Ельбрус розташований в синьому колі;
- Синій колір означає вічне небо і чисті води;
- Внизу золота чаша, символізуюча гостинність;